# لیسا اسخنارد
لیسا اسخنارد (هلندی: Lisa Scheenaard؛ زادهٔ ۵ سپتامبر ۱۹۸۸) قایقران روئینگ اهل هلند است.
وی در مسابقات کشوری و بین‌المللی در مجموع برندهٔ ۱ مدال نقره، ۲ مدال برنز شده‌است.